# Обер, Сандрин
Сандри́н Обе́р (фр. Sandrine Aubert, род. 6 октября 1982 года в Эшироле, департамент Изер, Франция) — французская горнолыжница. Специализировалась в слаломе, также выступала в гигантском слаломе и комбинации.
Дебютировала в Кубке мира 23 ноября 2003 года в слаломе в американском Парк-Сити (не финишировала в первой попытке).
В сезоне 2005/06 одержала 2 победы в слаломе на этапах Кубка Европы.
Чемпионка Франции 2007 года в слаломе.
В сезоне 2007/08 заняла 4-е место в зачёте комбинации по итогам Кубка мира.
7 марта 2009 года выиграла свой первый этап Кубка мира — Сандрин победила в немецком Офтершванге. Через 6 дней француженка выиграла слалом в шведском Оре. По итогам сезона 2008/09 заняла 5-е место в зачёте слалома.
13 декабря 2009 года Сандрин вновь победила в слаломе на этапе в Оре. 3 января 2010 года Сандрин выиграла свой четвёртый этап Кубка мира в слаломе, победив в хорватском Загребе.
На Олимпийских играх 2010 года в Ванкувере Сандрин, выигравшая два этапа Кубка мира в сезоне 2009/10, рассматривалась как реальная претендентка на награды в слаломе, но заняла 5-е место, а также 20-е место в суперкомбинации (показав 3-е чистое время в слаломе в зачёте суперкомбинации).
После сезона 2009/10 результаты Обер резко пошли на спад, после марта 2010 года она ни разу не поднималась выше 8-го места на этапах Кубка мира.
Завершила карьеру в январе 2014 года.

## Победы на этапах Кубка мира (4)
| №  | Сезон   | Дата        | Место      | Дисциплина |
| -- | ------- | ----------- | ---------- | ---------- |
| 1. | 2008/09 | 7 мар 2009  | Офтершванг | Слалом     |
| 2. | 2008/09 | 13 мар 2009 | Оре        | Слалом (2) |
| 3. | 2009/10 | 13 дек 2009 | Оре        | Слалом (3) |
| 4. | 2009/10 | 3 янв 2010  | Загреб     | Слалом (4) |